# Csányi János (operaénekes)
Csányi János (Nagykőrös, 1931. október 28. – 2024. július 20. vagy előtte) magyar énekes (tenor), színész.

## Életpályája
1955–1957 között a Postások Erkel Ferenc Zeneiskolájában tanult énekelni, 1958-tól magánúton folytatta tanulmányait Posszert Emíliánál és Hetényi Kálmánnál. 
1959–1961 között a kaposvári Csiky Gergely Színháznál lett énekes, színész. 1962-ben lépett fel először mint operaénekes a Pécsi Nemzeti Színházban. 1966–1969 között a Fővárosi Operettszínház szerződtette. 1969-től az Operaház magánénekesként szerepeltette.
Filmes alakításai közül a legismertebb Oglu A koppányi aga testamentuma film címszerepe; Katica úr, a verőlegény szerepe az Egy óra múlva itt vagyok… című tévésorozatban, valamint Góliát a Szomszédokban

## Fontosabb színpadi szerepei
- Henrik (Wagner: Tannhäuser)
- Otello (Verdi: Otello)
- Szergej (Sosztakovics: Katyerina Izmajlova)
- Steva (Janáček: Jenufa)
- Jefte (Szokolay Sándor: Sámson)
- Crown (Porgy és Bess)
- Dmitrij (Muszorgszkij: Borisz Godunov)
- Bánk bán (Erkel Ferenc: Bánk bán)
- Siegfried (Wagner: Siegfried, Az istenek alkonya)

## Filmszerepek
- 2002: Hotel Szekszárdi (vadász)
- 1994: A pártütők
- 1992: Szatírvadászat a tölgyfaligetben
- 1990: Magyar rekviem (Tejfel)
- 1990: Meteo
- 1989: Teljes napfogyatkozás
- 1989: Freytág testvérek
- 1987–1999: Szomszédok, tévésorozat, Góliát
- 1987: Gálvölgyi Show
- 1986: A fantasztikus nagynéni
- 1986: Mamiblu
- 1985: Széchenyi napjai
- 1984: Rutinmunka
- 1984: Kémeri
- 1984: Torta az égen
- 1983: A piac, Antalovics
- 1983: Mint oldott kéve
- 1982: Csak semmi pánik (Piri)
- 1982: Liszt Ferenc
- 1981: Halál a pénztárban (kasszafúró)
- 1980: Vereség
- 1978: Mire megvénülünk
- 1978: Látástól vakulásig
- 1977: Magyarok (1977)
- 1977: Apám néhány boldog éve (1977)
- 1976: Árvácska (csendőr)
- 1976: Lincoln Ábrahám álmai
- 1976: Kántor (Dora László)
- 1975: Zenés TV Színház (Gherardo)
- 1974: Nincs többé férfi (Böködi)
- 1974: Szép maszkok
- 1973: Az aranyborjú
- 1973: Megtörtént bűnügyek sorozat Gyilkosság Budán című rész (Eszter testvére)
- 1973: Az ember melegségre vágyik
- 1973: III. Richárd(wd) (Sir Richard Ratcliff )
- 1971: Egy óra múlva itt vagyok... (Katica úr)
- 1970: Gyula vitéz télen-nyáron (török bajvívót játszó színész)
- 1970: Érik a fény
- 1969: VII. Olivér
- 1969: 7 kérdés a szerelemről (és 3 alkérdés) (civilruhás rendőr)
- 1969: Az alvilág professzora (autós férfi )
- 1968: Szende szélhámosok (vőlegény)
- 1968: Vigyori
- 1967: Könnyű kis gyilkosság
- 1967: A koppányi aga testamentuma (Oglu)
- 1966: Princ, a katona (huligán)